# Café El Japonés

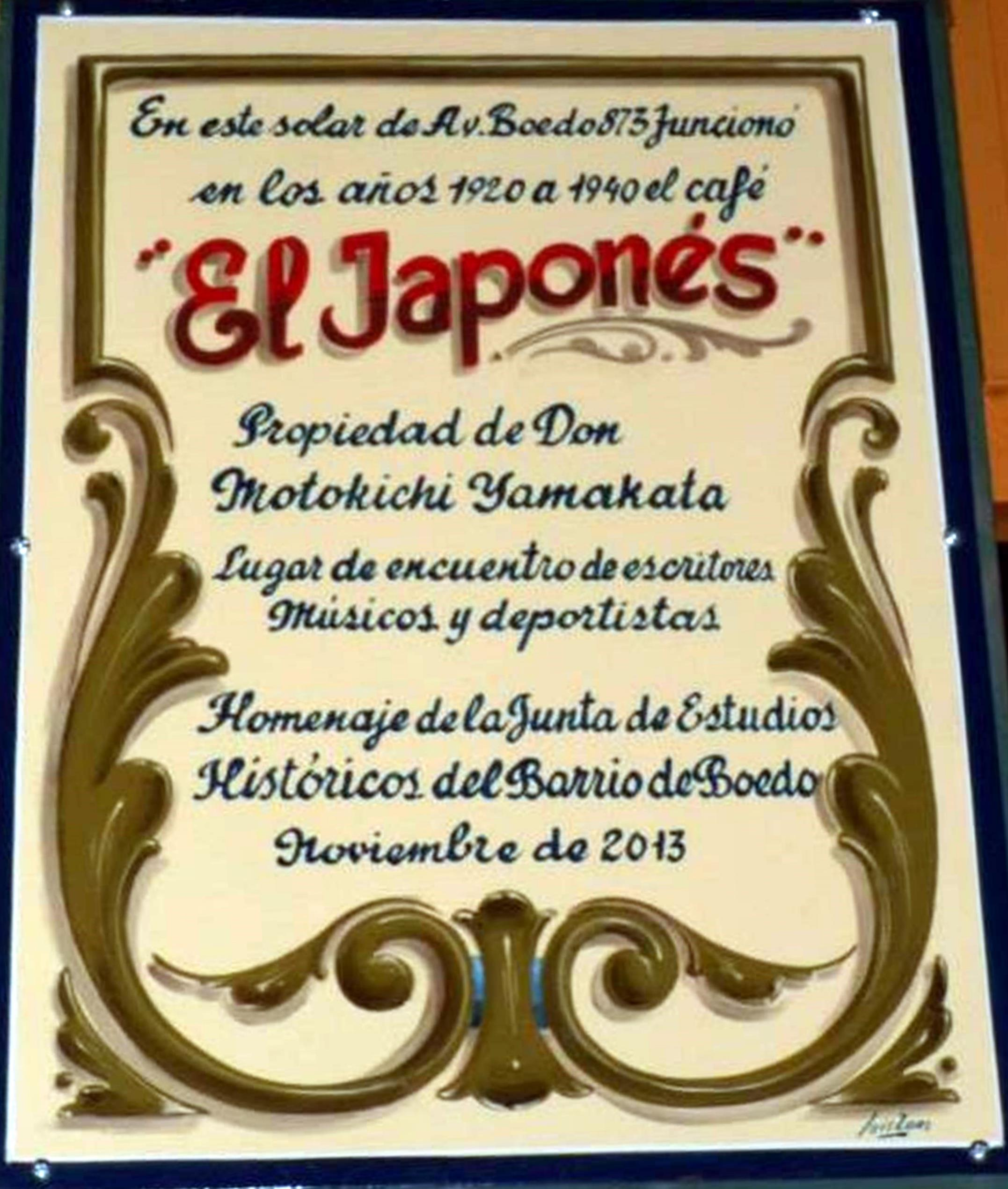
Placa homenaje de la Junta de Estudios Históricos del Barrio de Boedo.

Café El Japonés es el nombre con el que se conocieron dos bares históricos de Buenos Aires, fundados por uno de los primeros inmigrantes japoneses en la Argentina, Motokichi Yamagata. Uno se encontraba en Cerrito y Lavalle y el otro en Avenida Boedo 873. En este último solía reunirse el llamado " Grupo Boedo", entre los que se encontraban afamados literatos y poetas, como Roberto Arlt y Juan de Dios Filiberto. También fue conocido por ser asiduamente visitado por famosos jugadores del Club Atlético Huracán, directivos y principales simpatizantes.
El de Cerrito y Lavalle es nombrado en la famosa novela Los siete locos (1929) de Roberto Arlt.

## Historia

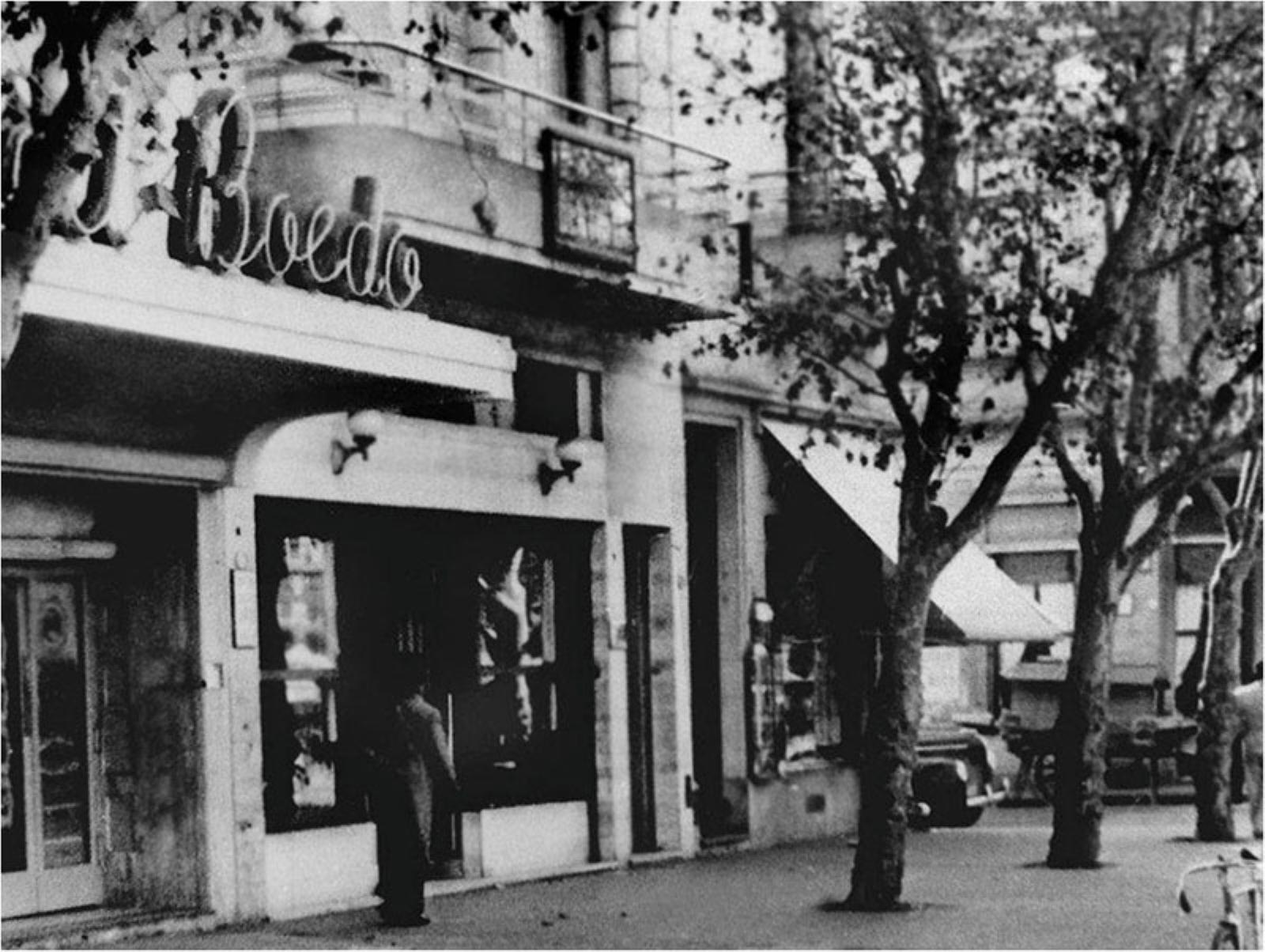
Café “El japonés” en Boedo 873.

Entre 1920 y 1940 se instalaron más de 40 cafés o bares japoneses en Buenos Aires, práctica que se extendió a lo largo de la Argentina, pero declinó en la década del 50. Los bares usualmente recibían nombres relacionados con lugares del Japón o, en el presente caso, varios se llamaban "El japonés".
El origen de dos cafés, uno histórico en la zona del barrio de Boedo, en el 873 de la avenida homónima; y el otro cerca del Obelisco, están ligados con el japonés Motokichi Yamagata, quien partió de su Kagoshima natal en 1908, en el histórico viaje del barco Kasato Maru para viajar al puerto de Santos, en el estado brasileño de São Paulo, junto a otros 780 inmigrantes cuyo día de llegada está declarado Día de la Inmigración japonesa en Brasil, Día de la Emigración en Japón, y año de comienzo de la colectividad Okinawense en Argentina ( 18 de junio de 1908). Pero las penurias, promesas incumplidas y malas condiciones, hicieron que luego se dirigiese hacia la Argentina. En este país su apellido Yamagata (en japonés antiguo 山県氏, en japonés moderno 山形) quedó registrado cómo Yamakata.
Después de pasar por Buenos Aires fue a la ciudad de Concordia donde fundó en 1913 un café llamado Japonés en la calle Entre Ríos 582. En 1920 este bar cambió de firma para pasar a llamarse Café Tokio.
También abrió, para la misma época (lo abrieron en 1913 y vendieron hacia 1920), un café en Buenos Aires al que llamó Yokohama en Avenida de Mayo 1061.
Mientras su hermano Kichigoro queda en Rosario, en 1920 Motokichi Yamakata y sus otros hermanos establecieron otros dos cafés en Buenos Aires: El Japonés, primero en Cerrito y Lavalle, y luego otro homónimo en el barrio de Boedo, el ya mencionado más arriba que estaba en Avenida Boedo 873. Este último resultó histórico entre otras razones porque muy cerca de allí se encontraba la Editorial Claridad, un importante emprendimiento cultural, donde se formó el “Grupo Boedo”, constituido por artistas de vanguardia de la década del 20, conocidos por su preocupación social. El grupo solía reunirse en el café El Japonés, y entre ellos se encontraban Álvaro Yunque, Roberto Arlt, Leónidas Barletta, y Elías Castelnuovo. También el ilustre: Juan de Dios Filiberto, autor del tango Caminito. Además, el café fue conocido por ser asiduamente visitado por los jugadores, hinchas y directivos del club Huracán.  Esto se debía a la proximidad del café con la primera cancha de ese club.
La Junta de Estudios Históricos del barrio de Boedo homenajeó al café “El Japonés” con una placa conmemorativa que fue descubierta el 22 de noviembre de 2013 por la tarde, en Boedo 873. La concurrencia estuvo conformada por vecinos, integrantes de la junta y, por Roberto Yamakata, nieto de Motokichi y recopilador de la historia del bar.

## Descripción
En un artículo del diario Crítica, en su edición de julio de 1935, un periodista lo describía así:

Incontables noches el el cronista llegó con su rabioso cansancio a cuestas y descansó en sus sillas de Viena, producto de la industria nacional. La humeante taza de café con leche y el pan con manteca servidos por Murata. El café Japonés tiene algo de ciudad y de campo. La asiduidad del Juez de Paz de la sección a cuyo alrededor mariposean los que tienen hambre y sed de favores, el corrillo de las horteras y los empleados de banco.

En su novela "Los siete locos", Roberto Arlt menciona al café de Cerrito y Lavalle, y realiza la siguiente descripción en la sección "El Odio":

(Erdosain)...Al poner una mano en el bolsillo encontró que tenía un puñado de billetes y entonces entró en el bar Japonés. Cocheros y rufianes hacían rueda en torno de las mesas. Un negro con cuello palomita y alpargatas negras se arrancaba los parásitos del sobaco, y tres «polacos» polacos, con gruesos anillos de oro en los dedos, en su jerigonza, trataban de prostíbulos y alcahuetas. En otro rincón varios choferes de taxímetros jugaban a los naipes. El negro que se despiojaba miraba en redor, como solicitando con los ojos que el público ratificara su operación, pero nadie hacía caso de él. Erdosain, pidió café, apoyó la frente en la mano y se quedó mirando el mármol.